# Manuel Hobiger

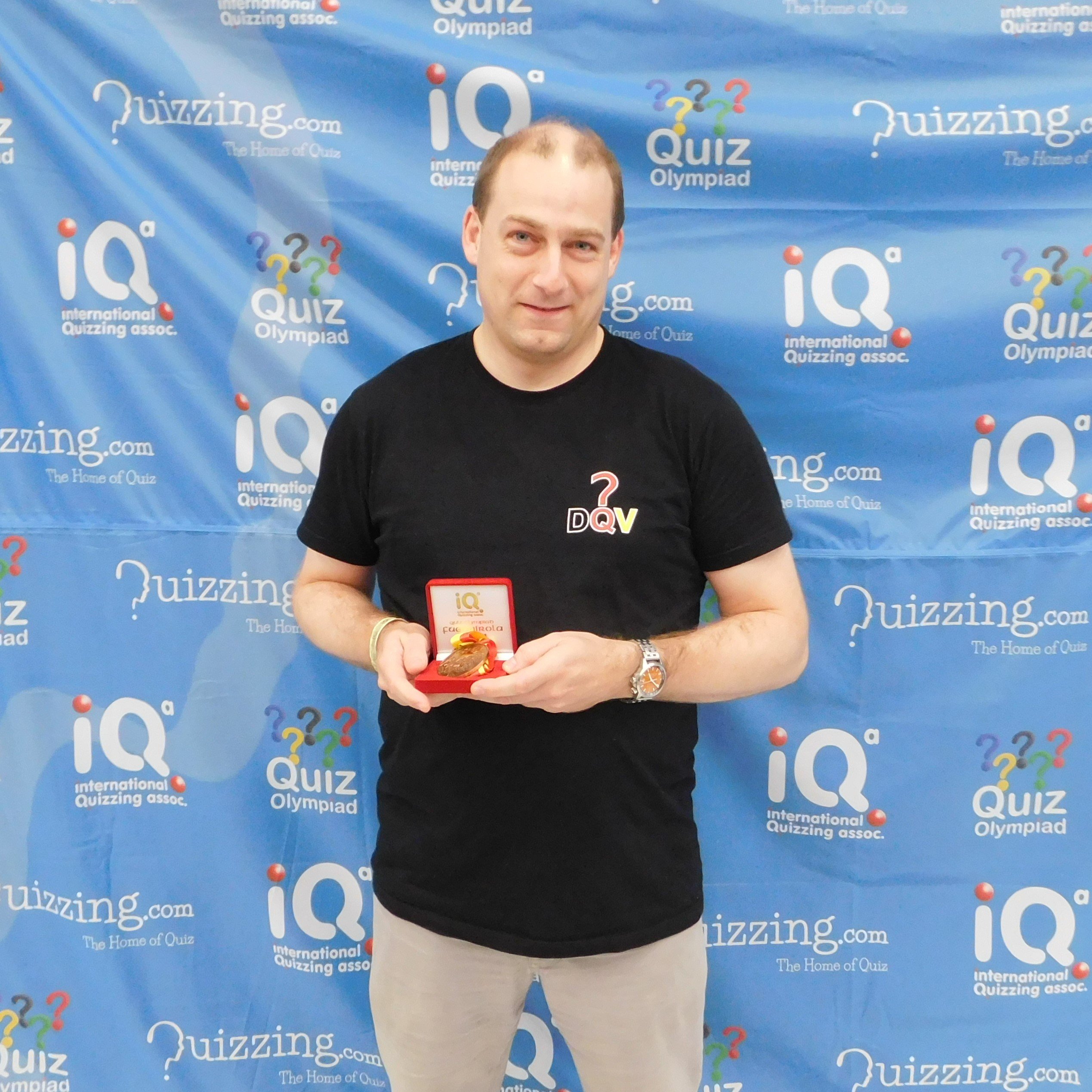
Manuel Hobiger mit seiner Bronzemedaille im Spezialquiz „Geographie“ bei der Quizolympiade 2024

Manuel Hobiger (* 21. Januar 1982 in Würzburg) ist ein deutscher Seismologe, Vulkanexperte und Quizspieler. Er wurde als einer der „Jäger“ in der ARD-Fernsehsendung Gefragt – Gejagt bekannt.

## Werdegang

### Ausbildung und Beruf
Hobiger legte am Würzburger Riemenschneider-Gymnasium das Abitur ab, studierte an der Julius-Maximilians-Universität Würzburg Physik und schloss sein Studium 2007 mit Diplom ab. Danach absolvierte er ein Promotionsstudium an der Universität Grenoble in Frankreich und wurde 2011 mit der Arbeit Polarization of surface waves: characterization, inversion and application to seismic hazard assessment promoviert. Von 2010 bis 2013 war er als Postdoktorand für die Bundesanstalt für Geowissenschaften und Rohstoffe in Hannover tätig; ab 2013 arbeitete er als wissenschaftlicher Mitarbeiter und Seismologe beim Schweizerischen Erdbebendienst in Zürich. 2020 kehrte er als Mitarbeiter des Erdbebendienstes des Bundes nach Hannover zurück.

### Quizspieler
2003 trat Hobiger als Kandidat in der RTL-Quizshow Wer wird Millionär? an und gewann 500 Euro. Im August 2012 gewann er bei der Show Der Super-Champion 500.000 Euro. Bei Gefragt – Gejagt erspielte er in der Ausgabe vom 4. April 2017 gemeinsam mit zwei weiteren Finalkandidaten 27.500 Euro gegen den „Jäger“ Klaus Otto Nagorsnik, davon brachte er 20.000 Euro mit in das Finale, nachdem er in der Schnellraterunde 5500 Euro erspielte. Seit dem 24. Mai 2018 ist er unter dem Kampfnamen „Der Quizvulkan“ selbst Jäger in dieser Sendung.
Hobiger gehört zu den Pionieren des wettkampfmäßigen Quizzens in Deutschland. 2006 nahm er als einer der ersten beiden Deutschen an der Quizweltmeisterschaft teil, die dezentral an vielen Orten der Welt gespielt wird. 2011 war er Mitbegründer des Deutschen Quiz-Vereins (DQV) und gehörte dem ersten Vereinsvorstand an. Er war 2013 deutscher Quizmeister im Einzel, 2014 und 2015 deutscher Meister im Buzzerquiz sowie 2020 Schweizer Meister im Einzel. Darüber hinaus vertrat er den DQV mehrfach als Mitglied der deutschen Quiznationalmannschaft. Mit seinem Team gewann er die Deutschen Quizmeisterschaften 2024, nachdem es 2019, 2021 und 2023 den zweiten sowie 2020 den dritten Platz erreichte. Bei der Quizolympiade 2024 im spanischen Fuengirola gewann er Bronze im Spezialquiz „Geographie“.

## Trivia
In Folge 487 von Gefragt – Gejagt wurde Manuel Hobiger im Jahr 2020 durch Alexander Bommes eine Patenschaft für ein Eichhörnchen aus dem Tierpark Fauna in Solingen überreicht, da Hobiger in früheren Sendungen Eichhörnchen als seine Lieblingstiere bezeichnet hatte. Nach dem Tod des Eichhörnchens übernahm er 2024 im selben Tierpark die Patenschaft für ein Chinesisches Baumstreifenhörnchen.

## Publikationen
- Manuel Hobiger: Polarization of surface waves: characterization, inversion and application to seismic hazard assessment. Univ.-Diss., Université de Grenoble, 2011.